# Entomologia stosowana
Entomologia stosowana – dział entomologii, zajmującą się badaniem owadów wpływających na działalność ludzką, na przykład w rolnictwie, przemyśle drzewnym, leśnictwie, przechowalnictwie (szkodniki magazynowe), medycynie, kryminalistyce), w tym tak zwanych szkodników. Jedna z nauk stosowanych, z pogranicza nauk ogólnych i działań wdrożeniowych. W ostatnich latach coraz większe znaczenie ma wykorzystanie owadów w monitoringu stanu środowiska, gdzie owady traktowane są nie jako szkodniki lecz jako bioindykatory.